# Davidson Black
Pour les articles homonymes, voir Black.
Davidson Black, né le 25 juillet 1884 à Toronto et mort le 15 mars 1934 à Pékin, est un médecin anatomiste et paléoanthropologue canadien. Il est connu pour sa participation à la découverte de l'Homme de Pékin et pour sa description de l'espèce Sinanthropus pekinensis en 1927, fondue depuis dans l'espèce Homo erectus.

## Formation
Né à Toronto, Davidson Black a obtenu un premier diplôme en médecine en 1906 à l'université de Toronto.
En 1914, il passa 6 mois à Manchester, en Angleterre, auprès du neuroanatomiste anglais Grafton Elliot Smith, alors que celui-ci travaillait sur le crâne de l’Homme de Piltdown, une supercherie anglaise du début du XXe siècle, ce qui éveilla son intérêt pour la paléoanthropologie.

## Carrière
En 1919, Davidson Black a été nommé professeur de neurologie et d'embryologie à la Faculté de médecine unie de Pékin, en Chine. Il a pris la tête du département d'anatomie en 1924.

## Travaux
Davidson Black a été nommé en 1926 responsable du Service géologique de Chine pour encadrer les recherches archéologiques et paléontologiques qui avaient commencé en 1921 sur le site de Zhoukoudian, près de Pékin. Il étendit le programme de fouilles avec l'aide d'un financement de la fondation Rockefeller. Le paléontologue autrichien Otto Zdansky, responsable du chantier de fouilles, découvrit deux molaires humaines fossiles en 1926.
En 1927, à partir des quelques dents humaines exhumées à Zhoukoudian depuis 1921, Davidson Black nomma et décrivit l'espèce Sinanthropus pekinensis, nom scientifique de l'Homme de Pékin. Ce nom binominal est aujourd’hui considéré comme un synonyme d'Homo erectus.
Il continua à encadrer les fouilles du site de Zhoukoudian, où furent découverts de nombreux autres fossiles humains qui lui permirent de compléter son étude.
Malade du cœur, Davidson Black est mort en 1934 à Pékin à l'âge de 49 ans. Il fut remplacé dans ses fonctions à Pékin par le médecin anatomiste allemand Franz Weidenreich.

## Organismes et associations
Davidson Black a été élu membre de la Royal Society en 1932.

## Honneurs et récompenses
Davidson Black a été lauréat de la Médaille Daniel-Giraud-Elliot en 1931.

## Hommages
- L'espèce de Ponginae Gigantopithecus blacki a été nommée en son honneur en 1935 par Gustav von Koenigswald.